# دهستان آبژدان
دهستان ابژدان نام دهستانی در بخش آبژدان شهرستان اندیکا، استان خوزستان در ایران است. 

## جمعیت
بر اساس سرشماری مرکز آمار ایران در سال ۱۳۸۵، جمعیت آن ۷۸۹ نفر (۱۴۶ خانوار) بوده‌است.